# Polemiet
Polemiet is een fijne, geweven, wollen stof.
Deze stof werd in de 19e eeuw in Leiden vervaardigd, aanvankelijk als huisindustrie, later industrieel. Het was in die tijd een belangrijk export artikel van de Leidse wolindustrie naar China, waar men het in het warmere klimaat als kledingstof gebruikte als vervanger voor de traditioneel wijdverbreide zijden stoffen. Wol heeft een groter draagcomfort dan zijde.
De export vond plaats in rollen stof, maar meer nog in kant en klare kledingstukken, jasjes voornamelijk. Deze jasjes stonden dan bekend onder de naam "polemieten". Veel ladingsbrieven uit die tijd vermelden dan ook bijvoorbeeld: "tevens 33 kisten polemieten"
De kleuren waren zeer gevarieerd en helder, passend bij de Chinese traditie. Veelal natuurlijke kleurstoffen zoals rode meekrap, gele oker enz. 
De vervaardiging van dit weefsel was zeer arbeidsintensief, want men zocht uit de geschoren wol van langharige schapen de aparte, individuele draden uit, waarmee dan een zeer fijne draad werd gesponnen. Veelal kinderarbeid, thuis, in het woonvertrek. 